# Audruicq
Audruicq – miejscowość i gmina we Francji, w regionie Hauts-de-France, w departamencie Pas-de-Calais.
Według danych na rok 1990 gminę zamieszkiwało 4586 osób, a gęstość zaludnienia wynosiła 318 osób/km² (wśród 1549 gmin regionu Nord-Pas-de-Calais Audruicq plasuje się na 194. miejscu pod względem liczby ludności, natomiast pod względem powierzchni na miejscu 137.).

## Współpraca
Miejscowość partnerska:
- Lichtervelde, Belgia